# Dregea
Dregea E.Mey. – rodzaj roślin z rodziny toinowatych (Apocynaceae). Obejmuje 7 gatunków lub w szerszym ujęciu 12. Rośliny te występują w południowej i wschodniej Azji oraz w południowej Afryce. Najbardziej zróżnicowane są w Chinach, gdzie rosną cztery gatunki. Pojedyncze obecne są na Celebesie, w Malezji oraz w Mozambiku i Południowej Afryce. Rośliny te są pnączami rosnącymi w suchych, widnych formacjach zaroślowych i na terenach skalistych, wspinającymi się na drzewa i skały.
Dregea sinensis jest gatunkiem uprawianym jako ozdobne pnącze, dobrze znoszące susze.

## Morfologia
PokrójDrewniejące pnącza osiągające do 3 m wysokości i zawierające sok mleczny.
LiścieNaprzeciwległe, sezonowe lub zimozielone. Blaszki liściowe pojedyncze, miękko owłosione, ogonkowe, z nasadą sercowatą.
KwiatySkupione w baldachokształtne wierzchotki o długich szypułach i szypułkach. Kielich składa się z 5 drobnych działek zrośniętych u nasady, zachodzących na siebie, u nasady z 5 gruczołkami. Korona kwiatu jasnoróżowa, biała lub żółtawa, z pięcioma w dole zrośniętymi, wyżej rozpostartymi łatkami, zachodzącymi nieco na siebie w prawo w czasie kwitnienia. Płatki są mięsiste, u nasady tworzą 5 ostrych ząbków obejmujących pręciki. Pręcików jest 5, każdy zawiera prosto wzniesione, owalne pollinarium z dwoma pyłkowinami. Główki pręcików przytulone są do słupka. Zalążnie jest górna, dwukomorowa, z licznymi zalążkami w komorach. Słupek pojedynczy, na szczycie rozszerzony z garbkiem pośrodku lub stożkowaty.
OwoceDwa długie i zaostrzone, podłużnie żebrowane, rozchylone mieszki, zielone także po dojrzeniu. Nasiona zawierają kępkę włosków.

## Systematyka
Pozycja systematycznaRodzaj z plemienia Marsdenieae w podrodzinie Apocynoideae w rodzinie toinowatych Apocynaceae. W niektórych ujęciach łączony jest z rodzajem Marsdenia.
Zaliczany tu w niektórych ujęciach Dregea volubilis klasyfikowany jest jako Wattakaka volubilis, a Dregea lanceolata jako Wattakaka lanceolata.
Gatunki
- Dregea cuneifolia Y.Tsiang & P.T.Li
- Dregea floribunda E.Mey.
- Dregea schumanniana (Warb.) Schneidt, Liede & Meve
- Dregea sinensis Hemsl.
- Dregea stellaris (Ridl.) Ridl.
- Dregea taynguyenensis T.B.Tran & Rodda
- Dregea yunnanensis (Tsiang) Y.Tsiang & P.T.Li